# 蒂珀卡努鎮區 (印地安納州蒂珀卡努縣)
蒂珀卡努鎮區（英語：Tippecanoe Township）是位於美國印地安納州蒂珀卡努縣的一個行政鎮區。

## 地方資料
根據2010年美國人口普查的數據，蒂珀卡努鎮區的面積為126.40平方千米，當中陸地面積為124.30平方千米，而水域面積為2.10平方千米。當地共有人口7702人，而人口密度為每平方千米60.93人。